# Llista d'asteroides/164201-164300
| Nom                | Designació provisional | Data de descobriment   | Lloc de descobriment | Descobridor/s       |
| ------------------ | ---------------------- | ---------------------- | -------------------- | ------------------- |
| 164201 -           | 2004 EC                | 10 de març de 2004     | Socorro              | LINEAR              |
| 164202 -           | 2004 EW                | 13 de març de 2004     | Catalina             | CSS                 |
| 164203 -           | 2004 ED11              | 15 de març de 2004     | Socorro              | LINEAR              |
| 164204 -           | 2004 EK45              | 15 de març de 2004     | Kitt Peak            | Spacewatch          |
| 164205 -           | 2004 EE51              | 14 de març de 2004     | Kitt Peak            | Spacewatch          |
| 164206 -           | 2004 FN18              | 27 de març de 2004     | Socorro              | LINEAR              |
| 164207 -           | 2004 GU9               | 13 d'abril de 2004     | Socorro              | LINEAR              |
| 164208 -           | 2004 HB27              | 20 d'abril de 2004     | Socorro              | LINEAR              |
| 164209 -           | 2004 HD57              | 27 d'abril de 2004     | Socorro              | LINEAR              |
| 164210 -           | 2004 JH21              | 9 de maig de 2004      | Kitt Peak            | Spacewatch          |
| 164211 -           | 2004 JA27              | 15 de maig de 2004     | Socorro              | LINEAR              |
| 164212 -           | 2004 JB48              | 13 de maig de 2004     | Kitt Peak            | Spacewatch          |
| 164213 -           | 2004 LS2               | 11 de juny de 2004     | Socorro              | LINEAR              |
| 164214 -           | 2004 LZ11              | 14 de juny de 2004     | Socorro              | LINEAR              |
| 164215 Doloreshill | 2004 MF6               | 25 de juny de 2004     | Catalina             | CSS                 |
| 164216 -           | 2004 OT11              | 27 de juliol de 2004   | Socorro              | LINEAR              |
| 164217 -           | 2004 PT42              | 11 d'agost de 2004     | Siding Spring        | SSS                 |
| 164218 -           | 2004 PX84              | 10 d'agost de 2004     | Socorro              | LINEAR              |
| 164219 -           | 2004 QK3               | 21 d'agost de 2004     | Reedy Creek          | J. Broughton        |
| 164220 -           | 2004 QW16              | 25 d'agost de 2004     | Socorro              | LINEAR              |
| 164221 -           | 2004 QE20              | 26 d'agost de 2004     | Anderson Mesa        | LONEOS              |
| 164222 -           | 2004 RN9               | 7 de setembre de 2004  | Socorro              | LINEAR              |
| 164223 -           | 2004 RV80              | 8 de setembre de 2004  | Socorro              | LINEAR              |
| 164224 -           | 2004 RY182             | 10 de setembre de 2004 | Socorro              | LINEAR              |
| 164225 -           | 2004 RV194             | 10 de setembre de 2004 | Socorro              | LINEAR              |
| 164226 -           | 2004 RD199             | 10 de setembre de 2004 | Socorro              | LINEAR              |
| 164227 -           | 2004 RE228             | 9 de setembre de 2004  | Kitt Peak            | Spacewatch          |
| 164228 -           | 2004 RC229             | 9 de setembre de 2004  | Kitt Peak            | Spacewatch          |
| 164229 -           | 2004 RB308             | 13 de setembre de 2004 | Socorro              | LINEAR              |
| 164230 -           | 2004 RD314             | 15 de setembre de 2004 | Kitt Peak            | Spacewatch          |
| 164231 -           | 2004 RC335             | 15 de setembre de 2004 | Anderson Mesa        | LONEOS              |
| 164232 -           | 2004 SB23              | 17 de setembre de 2004 | Kitt Peak            | Spacewatch          |
| 164233 -           | 2004 SX53              | 22 de setembre de 2004 | Goodricke-Pigott     | R. A. Tucker        |
| 164234 -           | 2004 TJ5               | 4 d'octubre de 2004    | Kitt Peak            | Spacewatch          |
| 164235 -           | 2004 TQ15              | 9 d'octubre de 2004    | Kitt Peak            | Spacewatch          |
| 164236 -           | 2004 TW20              | 11 d'octubre de 2004   | Kitt Peak            | Spacewatch          |
| 164237 -           | 2004 TZ20              | 11 d'octubre de 2004   | Kitt Peak            | Spacewatch          |
| 164238 -           | 2004 TM28              | 4 d'octubre de 2004    | Kitt Peak            | Spacewatch          |
| 164239 -           | 2004 TL35              | 4 d'octubre de 2004    | Kitt Peak            | Spacewatch          |
| 164240 -           | 2004 TO44              | 4 d'octubre de 2004    | Kitt Peak            | Spacewatch          |
| 164241 -           | 2004 TF46              | 4 d'octubre de 2004    | Kitt Peak            | Spacewatch          |
| 164242 -           | 2004 TV51              | 4 d'octubre de 2004    | Kitt Peak            | Spacewatch          |
| 164243 -           | 2004 TX101             | 6 d'octubre de 2004    | Kitt Peak            | Spacewatch          |
| 164244 -           | 2004 TC103             | 6 d'octubre de 2004    | Palomar              | NEAT                |
| 164245 -           | 2004 TV110             | 7 d'octubre de 2004    | Kitt Peak            | Spacewatch          |
| 164246 -           | 2004 TV113             | 7 d'octubre de 2004    | Palomar              | NEAT                |
| 164247 -           | 2004 TP133             | 7 d'octubre de 2004    | Anderson Mesa        | LONEOS              |
| 164248 -           | 2004 TS133             | 7 d'octubre de 2004    | Palomar              | NEAT                |
| 164249 -           | 2004 TK138             | 9 d'octubre de 2004    | Anderson Mesa        | LONEOS              |
| 164250 -           | 2004 TW148             | 6 d'octubre de 2004    | Kitt Peak            | Spacewatch          |
| 164251 -           | 2004 TT169             | 7 d'octubre de 2004    | Socorro              | LINEAR              |
| 164252 -           | 2004 TQ216             | 15 d'octubre de 2004   | Anderson Mesa        | LONEOS              |
| 164253 -           | 2004 TU232             | 8 d'octubre de 2004    | Kitt Peak            | Spacewatch          |
| 164254 -           | 2004 TF238             | 9 d'octubre de 2004    | Kitt Peak            | Spacewatch          |
| 164255 -           | 2004 TW261             | 9 d'octubre de 2004    | Socorro              | LINEAR              |
| 164256 -           | 2004 TQ262             | 9 d'octubre de 2004    | Socorro              | LINEAR              |
| 164257 -           | 2004 TD277             | 9 d'octubre de 2004    | Kitt Peak            | Spacewatch          |
| 164258 -           | 2004 TF278             | 9 d'octubre de 2004    | Kitt Peak            | Spacewatch          |
| 164259 -           | 2004 TH283             | 7 d'octubre de 2004    | Palomar              | NEAT                |
| 164260 -           | 2004 TW316             | 11 d'octubre de 2004   | Kitt Peak            | Spacewatch          |
| 164261 -           | 2004 TV330             | 9 d'octubre de 2004    | Socorro              | LINEAR              |
| 164262 -           | 2004 TZ332             | 9 d'octubre de 2004    | Kitt Peak            | Spacewatch          |
| 164263 -           | 2004 UW4               | 16 d'octubre de 2004   | Socorro              | LINEAR              |
| 164264 -           | 2004 UU7               | 21 d'octubre de 2004   | Socorro              | LINEAR              |
| 164265 -           | 2004 VO                | 2 de novembre de 2004  | Desert Eagle         | W. K. Y. Yeung      |
| 164266 -           | 2004 VK5               | 3 de novembre de 2004  | Anderson Mesa        | LONEOS              |
| 164267 -           | 2004 VC27              | 4 de novembre de 2004  | Catalina             | CSS                 |
| 164268 -           | 2004 VV69              | 11 de novembre de 2004 | Piszkéstető          | Piszkéstető         |
| 164269 -           | 2004 WS8               | 19 de novembre de 2004 | Socorro              | LINEAR              |
| 164270 -           | 2004 XR1               | 1 de desembre de 2004  | Catalina             | CSS                 |
| 164271 -           | 2004 XG4               | 2 de desembre de 2004  | Socorro              | LINEAR              |
| 164272 -           | 2004 XM7               | 2 de desembre de 2004  | Palomar              | NEAT                |
| 164273 -           | 2004 XO16              | 8 de desembre de 2004  | Socorro              | LINEAR              |
| 164274 -           | 2004 XM17              | 3 de desembre de 2004  | Kitt Peak            | Spacewatch          |
| 164275 -           | 2004 XJ19              | 8 de desembre de 2004  | Socorro              | LINEAR              |
| 164276 -           | 2004 XG24              | 9 de desembre de 2004  | Catalina             | CSS                 |
| 164277 -           | 2004 XK30              | 10 de desembre de 2004 | Campo Imperatore     | CINEOS              |
| 164278 -           | 2004 XF33              | 10 de desembre de 2004 | Socorro              | LINEAR              |
| 164279 -           | 2004 XV42              | 9 de desembre de 2004  | Catalina             | CSS                 |
| 164280 -           | 2004 XX58              | 10 de desembre de 2004 | Kitt Peak            | Spacewatch          |
| 164281 -           | 2004 XF71              | 11 de desembre de 2004 | Črni Vrh             | Črni Vrh            |
| 164282 -           | 2004 XZ71              | 13 de desembre de 2004 | Anderson Mesa        | LONEOS              |
| 164283 -           | 2004 XU74              | 9 de desembre de 2004  | Socorro              | LINEAR              |
| 164284 -           | 2004 XH75              | 9 de desembre de 2004  | Kitt Peak            | Spacewatch          |
| 164285 -           | 2004 XF82              | 11 de desembre de 2004 | Kitt Peak            | Spacewatch          |
| 164286 -           | 2004 XO86              | 13 de desembre de 2004 | Kitt Peak            | Spacewatch          |
| 164287 -           | 2004 XJ87              | 9 de desembre de 2004  | Catalina             | CSS                 |
| 164288 -           | 2004 XA93              | 11 de desembre de 2004 | Socorro              | LINEAR              |
| 164289 -           | 2004 XJ97              | 11 de desembre de 2004 | Kitt Peak            | Spacewatch          |
| 164290 -           | 2004 XY106             | 11 de desembre de 2004 | Socorro              | LINEAR              |
| 164291 -           | 2004 XK108             | 11 de desembre de 2004 | Socorro              | LINEAR              |
| 164292 -           | 2004 XN121             | 14 de desembre de 2004 | Catalina             | CSS                 |
| 164293 -           | 2004 XO124             | 10 de desembre de 2004 | Socorro              | LINEAR              |
| 164294 -           | 2004 XZ130             | 13 de desembre de 2004 | Mauna Kea            | D. J. Tholen        |
| 164295 -           | 2004 XA131             | 9 de desembre de 2004  | Catalina             | CSS                 |
| 164296 -           | 2004 XD131             | 11 de desembre de 2004 | Kitt Peak            | Spacewatch          |
| 164297 -           | 2004 XN140             | 13 de desembre de 2004 | Kitt Peak            | Spacewatch          |
| 164298 -           | 2004 XY181             | 15 de desembre de 2004 | Socorro              | LINEAR              |
| 164299 -           | 2004 XP186             | 15 de desembre de 2004 | Socorro              | LINEAR              |
| 164300 -           | 2004 YN16              | 18 de desembre de 2004 | Mount Lemmon         | Mount Lemmon Survey |